# Bellegarde (Linguadoca-Rossiglione)
Bellegarde (Bèlagarda in occitano) è un comune francese di 6 333 abitanti situato nel dipartimento del Gard, nella regione dell'Occitania.

## Società

### Evoluzione demografica
Abitanti censiti